# Młyn (Chmielów)
Młyn – część wsi Chmielów w Polsce, położona w województwie świętokrzyskim, w powiecie ostrowieckim, w gminie Bodzechów.
W latach 1975–1998 Młyn administracyjnie należał do województwa kieleckiego.